# Prins Ruperts droppar

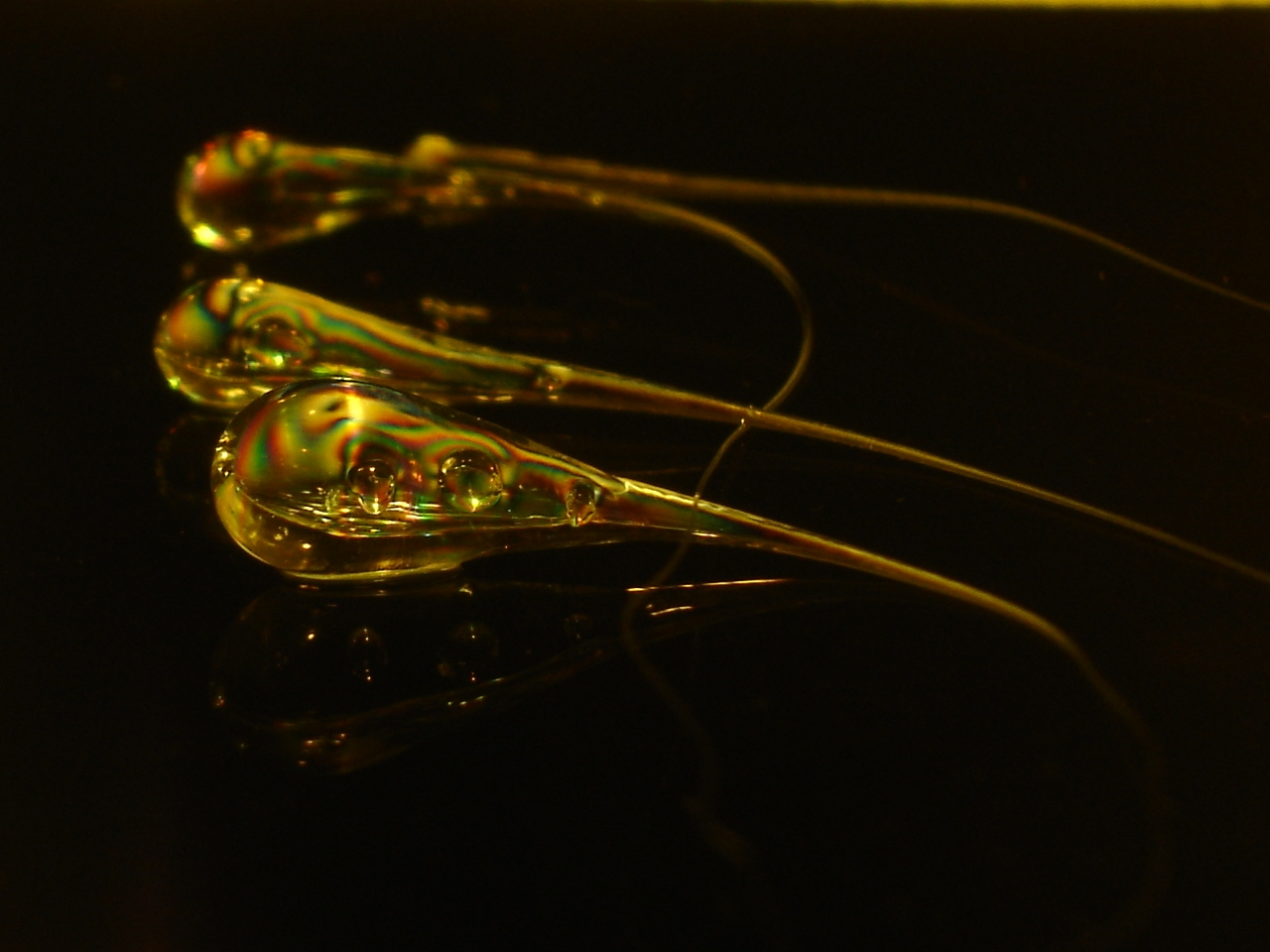
Prins Ruperts droppar

Prins Ruperts droppar är droppar av härdat glas. De framställs genom att man låter smält glas hastigt avkylas i vatten. De blir då mycket motståndskraftiga mot tryck utifrån.

## Beskrivning
Om man låter en droppe av smält glas hastigt avkylas i vatten bildas en hård glasdroppe formad som ett grodyngel, ett huvud med en lång svans. Man kan slå på huvudet med en hammare utan att droppen går sönder. Bryter eller kniper man däremot av svansen, pulvriseras droppen omedelbart.
Glas med hög termisk utvidgningskoefficient, exempelvis glas som innehåller mycket soda (natriumkarbonat) och kalk, utvidgas vid uppvärmning. Låter man en sådan smält glasdroppe falla ner i vatten avkyls ytskiktet omedelbart. Det krymper därmed och stelnar. Droppens inre är fortfarande het och "vill" behålla sin volym. Det uppstår därför kraftiga tryckspänningar i ytan som motverkar eventuellt ytterligare tryck utifrån, exempelvis från ett hammarslag. När kärnan sedan stelnar uppstår där, på motsvarande sätt, en dragspänning då kärnan krymper. För att droppen skall gå sönder krävs att det uppstår en dragspänning någonstans i ytan, en dragspänning som är större än tryckspänningen.
Om man bryter av svansen, där glaset är tunnare, frigörs spänningarna i glaset explosionsartat med början vid brottstället varvid hela droppen pulvriseras.
Det var först under 1900-talet som man kunde ge en närmare förklaring av fenomenet. Om man studerar glaset i polariserat ljus kan man sluta sig till hur starka spänningarna är och hur de fördelas. Med hjälp av höghastighetskamera framgår hur en sprickbildning sprids och förgrenas med en hastighet av uppemot 1 900 meter per sekund.

## Historia
Prins Ruperts droppar har varit kända som en kuriositet åtminstone sedan början av 1600-talet, troligen betydligt längre. Det verkar inte finnas någon vedertagen benämning på svenska. Prins Ruperts droppar är en översättning av engelskans Prince Rupert's drops. Prins Ruprecht (Rupert på engelska) av Pfalz (1619–1682) tog tjänst hos sin morbror Karl I av England, där han introducerade eller populariserade glasdroppen. På tyska heter dropparna Bologneser Tränen (Bologna-tårar) eller Batavische Tropfen (holländska droppar).